# Robert-Schuman-Berufskolleg der Stadt Essen
Das Robert-Schuman-Berufskolleg der Stadt Essen ist ein Berufskolleg und eine zertifizierte Europaschule im Essener Stadtteil Südviertel.

## Charakter
Das Berufskolleg bietet in Voll- und Teilzeit kaufmännische Bildungsgänge an. Es wird von rund 1600 Schülern besucht, die von rund 70 Lehrkräften geschult werden. Zudem gibt es drei Referendarinnen und eine Sozialpädagogin.
Zu den Bildungsgängen der Berufsschule gehören Kaufmann im Einzelhandel, Verkäufer, Bankkaufmann, Industriekaufmann sowie Rechtsanwalts- und Notarfachangestellte. Ebenso gehören die Höhere Handelsschule und die Wirtschaftsfachschule dazu. Zudem werden Internationale Förderklassen und eine Ausbildungsvorbereitung in Teilzeit angeboten.

## Geschichte
Das 1956 gegründete Berufskolleg wurde nach Plänen des Architekten Wilhelm Seidensticker, 1909 in Bochum geboren, erbaut, der auch am Wiederaufbau des Grillo-Theaters in den 1950er Jahren maßgeblich beteiligt war. So erhielt die Schule in der Tradition des Neuen Bauens große Fensterflächen und ein charakteristisches Betongerüst im Innern.
1996 war das Berufskolleg Gründungsmitglied des Vereins Essener Europaschulen.
1998 erfolgte die Benennung der Schule nach dem französischen Staatsmann Robert Schuman. Er wird als Visionär für die europäische Integration gesehen und legte damit den Grundstein für die Zusammenarbeit auf europäischer Ebene. Im Mai 1950 hielt er als französischer Außenminister in Paris eine Rede, in der er seine Vision einer neuen Art der politischen Zusammenarbeit in Europa vorstellte – einer Zusammenarbeit, die Kriege zwischen den europäischen Nationen unvorstellbar machen würde.
Am 9. Oktober 2007 wurde das Berufskolleg als Europaschule zertifiziert. Es bietet Unterricht in den Fremdsprachen Englisch, Spanisch, Französisch und Niederländisch und ist Erasmus+ zertifiziert.

## Zukunft
Die Schule befindet sich in der Sachsenstraße im ehemaligen sogenannten Zeitungsviertel von Essen, in dem auch die Funke Mediengruppe bis Dezember 2018 ihren Sitz hatte. Für das nun Literatur Quartier genannte Viertel ist eine komplette Neugestaltung mit Wohnungen, Büros und Hotels geplant. Damit einher geht die Planung des Abrisses des Berufskollegs und einer möglichen Umquartierung. Ein Gutachten nannte den Schulbau einen erhaltenswerten Bau der 1950er und 1960er Jahre. Die Denkmalbehörde sprach dagegen von nichterhaltenswerter Qualität.